# Julius Veselka
Julius Veselka (* 8. Februar 1943 in Siesikai, Rajongemeinde Ukmergė; † 26. November 2012 in Vilnius) war ein litauischer Politiker und Wirtschaftswissenschaftler.

## Leben
Ab 1951 besuchte er die Grundschule Belazariškiai. Nach dem Abitur 1962 an der Mittelschule Siesikai absolvierte er von 1967 bis 1972 das Studium an der Fakultät für Industriewirtschaft der Universität Vilnius. 1985 promovierte er in Wirtschaftswissenschaft.
Von 1962 bis 1965 leistete er den Sowjetarmeedienst. Von 1972 bis 1974 lehrte er am Lehrstuhl für Politische Ökonomie an der Vilniaus valstybinis universitetas. Von 1992 bis 1994 war er Wirtschaftsminister Litauens in der 5. und 6. Regierung. Von 1992 bis 1996 und von 2000 bis 2012 war er Mitglied im Seimas, ausgewählt im Wahlbezirk Ukmergė (Nr. 61).
Er war Mitglied von Tvarka ir teisingumas.

## Auszeichnung
- 2000 m. Lietuvos nepriklausomybės medalis.